# Sakura, la caçadora de cartes: les cartes transparents
Sakura, la caçadora de cartes: les cartes transparents (カードキャプターさくら クリアカード編, Kādokyaputā Sakura Kuria Kādo-hen) és una sèrie de manga shojo japonesa escrita i il·lustrada pel grup de manga Clamp. És una seqüela del manga Sakura, la caçadora de cartes de Clamp i se centra en la Sakura Kinomoto a l'institut. El manga va començar la seva serialització a la revista Nakayoshi de Kodansha amb el número del juliol de 2016.
Una adaptació de la sèrie de televisió d'anime de 22 capítols de Madhouse, amb el repartiment i el personal de la sèrie original, es va emetre de gener a juny de 2018, que n'adaptava els primers vint-i-quatre capítols. Al Saló del Manga de Barcelona de 2022 es va anunciar que la sèrie es doblaria en català, i finalment es va estrenar el 18 de maig de 2023.

## Argument
La Sakura Kinomoto comença a anar a l'institut amb els seus amics, incloent-hi el seu xicot, en Shaoran Li, que tot just ha tornat a la ciutat de Tomoeda. Després de tenir un somni profètic sobre una misteriosa figura encoberta, totes les Cartes Sakura es tornen transparents i perden els seus poders. Així doncs, la Sakura comença una investigació per esbrinar què ha passat i juntament amb els seus amics i els seus guardians i protectors, en Keroberos i en Yue, descobreix i captura les cartes transparents, utilitzant la nova i molt més forta clau dels somnis místics. L'Eriol, l'Spinel Sun i la Ruby Moon apareixen com a personatges secundaris, igual que la Kaho Mitsuki, que han tornat a Anglaterra, però continuen ajudant la Sakura i els seus protectors de lluny. La Sakura acaba fent-se amiga amb una nova estudiant, l'Akiho Shinomoto i coneix el seu majordom i tutor, en Yuna D. Kaito, de qui en Shaoran detecta nivells suprems de poder màgic.

## Productes

### Manga
El manga de Sakura, la caçadora de cartes: les cartes transparents està escrit i il·lustrat pel grup d'artistes de manga Clamp. Va començar a serialitzar-se a la revista mensual de manga shojo Nakayoshi amb el número de juliol de 2016, que es va vendre el 3 de juny. El manga finalitzarà amb el volum número 16, el 1r d'abril de 2024.

### Anime
Una adaptació d'anime de 22 episodis es va emetre del 7 de gener al 10 de juny de 2018. Morio Asaka, Nanase Okawa i Madhouse que havien participat en l'anime original van dirigir, escriure i produir la nova adaptació, respectivament, vagament adaptada dels vint-i-vuit primers capítols del manga. Kunihiko Hamada va substituir Kumiko Takahashi com a dissenyador de personatges de la sèrie original. El repartiment principal de l'anime original també va repetir els seus papers. Una preqüela OVA titulada Sakura to Futatsu no Kuma ('La Sakura i els dos ossos'), que uneix les històries de Sakura, la caçadora de cartes i Sakura, la caçadora de cartes: les cartes transparents es va estrenar mundialment a l'Anime Expo l'1 de juliol de 2017 i va sortir a la venda al Japó en format DVD, inclosa a l'edició especial del volum 3 del manga el 13 de setembre de 2017. L'anime es va emetre en català a partir del 18 de maig de 2023.
El primer tema d'obertura de la sèrie és "Clear" de Maaya Sakamoto, mentre que el primer tema final és "Jewelry" de Saori Hayami. El segon tema d'obertura és "Rocket Beat" de Kiyono Yasuno i el segon tema final és "Rewind" de Minori Suzuki. La sèrie es va publicar al Japó en Blu-ray i DVD en vuit volums de maig a novembre de 2018.

### Videojoc
Bushiroad i Monster Lab van crear un videojoc per a mòbils per a iOS i Android titulat Cardcaptor Sakura: Clear Card Happiness Memories, i que va sortir el 3 d'octubre de 2019. El tema principal del joc és "Flash" de Maaya Sakamoto. El maig de 2020, Bushiroad i Monster Lab van anunciar que tancarien els serveis del joc el 30 de juny de 2020 a causa de l'"estat del joc" i la "situació actual de les operacions".

## Rebuda
L'abril de 2017 es va saber que s'havien imprès més d'1 milió de còpies del manga al Japó.
Geordi Demorest d'Anime Feminist va criticar la sèrie, argumentant que si bé la sèrie original és estimada per la seva "inclusió LGBTQ", aquesta seqüela sembla "menys progressista" i no té l'enfocament original de "representar de manera explícita els personatges LGBTQ". Lynzee Loveridge d'Anime News Network va escriure que no estava segura de si la sèrie afegia "alguna cosa que valgui la pena a les històries dels personatges", i va escriure que es tracta d'un "facsímil de la sèrie anterior", sense dolents tradicionals. Tim Jones i Stig Høgset de THEM Anime Reviews van donar a la sèrie una crítica més positiva. Jones va dir que va dubtar a començar a mirar la sèrie, ja que havia sortit tres anys després de Sailor Moon Crystal, mentre que Høgset va qualificar l'anime de "divertida reunió familiar" i va elogiar l'art dels fons de la sèrie.